# Ibrahim Toraman
İbrahim Toraman (Sivas, 20 de noviembre de 1981). es un exfutbolista turco. Jugaba de defensa y la mayor parte de su carrera la realizó en el Besiktas JK
Entre 1997 y 2004 fue jugador del Gaziantepspor, anotando 20 goles en 144 apariciones.
En 2004 fichó por el Besiktas JK con el cual ha ganado una copa (2008) y una liga (2009), anotando 15 goles en 186 apariciones.
Ha sido internacional con Turquía entre 2002 y 2010. con un gol en 30 apariciones.

## Clubes
| Club               | País    | Año         |
| ------------------ | ------- | ----------- |
| Gaziantepspor      | Turquía | 1997 - 2004 |
| Besiktas JK        | Turquía | 2004 - 2015 |
| Sivasspor (cedido) | Turquía | 2014 - 2015 |

## Palmarés

### Campeonatos nacionales
| Título               | Club        | País    | Año  |
| -------------------- | ----------- | ------- | ---- |
| Copa de Turquía      | Besiktas JK | Turquía | 2008 |
| Superliga de Turquía | Besiktas JK | Turquía | 2009 |